# 阿拉科爾區
阿拉科爾區是哈薩克斯坦的一個區，位於該國東部，由杰特苏州負責管轄，首府是乌沙拉爾，面積23,700平方公里，2010年該區人口76,662。该区得名于阿拉湖。